# سد گوندی
سد گوندی (به لاتین: Guandi Dam) یک سد و نیروگاه برقابی در چین است که در سیچوآن واقع شده‌است.